# Acrocercops homalacta
Acrocercops homalacta är en fjärilsart som beskrevs av Edward Meyrick 1927. Acrocercops homalacta ingår i släktet Acrocercops och familjen styltmalar.
Artens utbredningsområde är Samoa. Inga underarter finns listade i Catalogue of Life.